# Goblins Animated
Goblins Animated est une série animée américaine créée par Ellipsis Hana Stephens, Danielle Stephens, Phil LaMarr et Matt Yang King, à venir en 2025.

## Distribution

### Acteurs principaux
- Debra Wilson
- Matthew Mercer : Big Ears
- Tara Strong : Saves a Fox
- Jim Cummings : Thaco

### Acteur récurrents
- Jennifer Hale : Kin
- Steven Blum : Kore
- Phil LaMarr : Complains of Names
- Dan Castellaneta
- Billy West : Minmax
- Maurice LaMarche : Forgath
- Matt Yang King : Fumbles
- Ralph Garman
- Chloe Dykstra
- Paul-Gabriel Wiener : la tête magique

## Production

### Fiche technique
- Titre : Goblins Animated
- Création : Ellipsis Hana Stephens, Danielle Stephens, Matt Yang King et Phil LaMarr
- Réalisation :
- Scénario : Ellipsis Hana Stephens
- Photographie :
- Montage :
- Musique : Michael A. Reagan
- Casting :
- Animation : Ellipsis Hana Stephens
- Production : Phil LaMarr, Danielle Stephens, Ellipsis Hana Stephens et Matt Yang King
  - Production déléguée : Jay Oliva
- Société de production :
- Société de distribution :
- Pays d'origine :  États-Unis
- Langue originale : anglais
- Format :
- Genre : Animation
- Durée : ? minutes

 Sauf indication contraire, les informations mentionnées dans cette section peuvent être confirmées par la base de données cinématographiques IMDb,  présente dans la section « Liens externes ».